# Kétolide

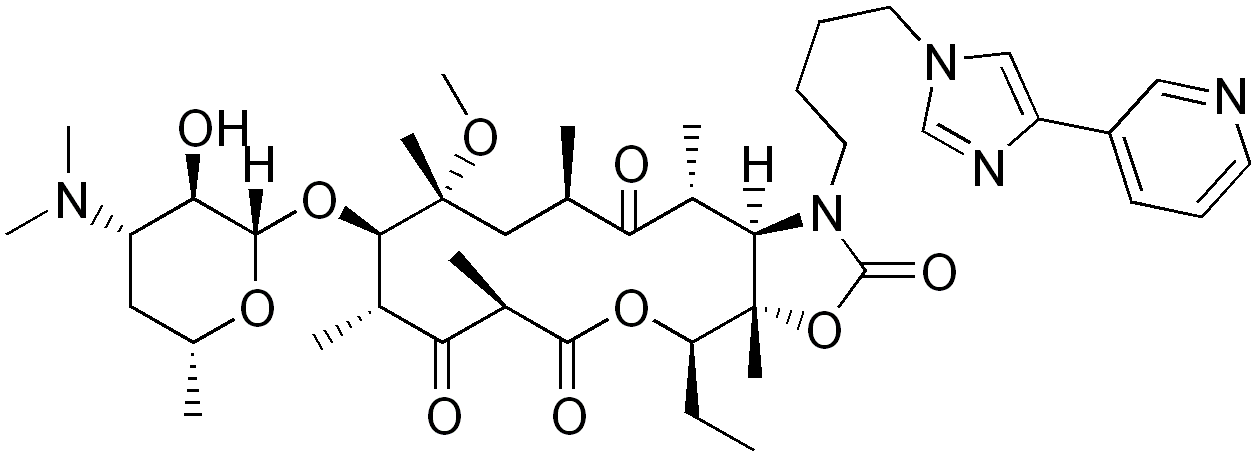
La télithromycine, le premier des kétolides utilisé en thérapeutique

Les kétolides sont des antibiotiques appartenant à la famille des macrolides. Les kétolides sont des dérivés de l'érythromycine produits par hémisynthèse en substituant le sucre cladinose par un groupement cétone (keto group en anglais, ce qui est à l'origine de leur dénomination) et en attachant un carbamate cyclique au cycle lactone. Ces modifications donnent aux kétolides un spectre beaucoup plus large que les autres macrolides. En outre, les kétolides sont efficaces contre les bactéries résistantes aux macrolides, en raison de leur capacité à se lier à deux sites sur le ribosome bactérien et aussi parce que les modifications qu'ils portent font d'eux des moins bons substrats pour le mécanisme de résistante par des pompes d'efflux.
Les kétolides bloquent la synthèse des protéines en se liant à la grande sous-unité du ribosome et peuvent également inhiber la formation de nouveaux ribosomes. 
Selon une étude récente comparant l'action de l'érythromycine et de l'azithromycine, des macrolides classiques, avec des kétolides qui sont utilisés pour traiter des infections sévères,
les plus puissants de ces médicaments (les kétolides) sont moins efficaces dans le blocage de la production des protéines.
Les chercheurs ont été surpris de découvrir
que les kétolides qui sont connus
pour être de meilleurs antibiotiques laissent passer la production de plus de protéines que les anciens macrolides moins efficaces.
On estime donc désormais que permettre une production partielle de protéines
pourrait être beaucoup plus dommageable
pour les bactéries que de la bloquer complètement. Ces résultats pourraient constituer une piste pour développer de meilleurs antibiotiques.
Le seul kétolide sur le marché était la télithromycine, qui était vendu sous le nom de marque de Ketek. Cependant il fut retiré du marché par Sanofi en 2018, faute de succès.